# Palaeochrysophanus aurata
Palaeochrysophanus aurata är en fjärilsart som beskrevs av Lucas 1923. Palaeochrysophanus aurata ingår i släktet Palaeochrysophanus och familjen juvelvingar. Inga underarter finns listade i Catalogue of Life.